# Ingeniería de proteínas
La Ingeniería de Proteínas es una rama emergente de la ingeniería. Aplica conocimientos de matemática, economía y biología molecular al diseño de proteínas. La ingeniería de proteínas opera de forma iterativa, siguiendo un proceso cíclico que alterna etapas en las que se planean y ejecutan los cambios a realizar con otras en las que se evalúa el resultado de los mismos. 
Existen dos métodos para el diseño de proteínas: el diseño racional (rational design) y la evolución dirigida .
En el "diseño racional" se introducen cambios en ciertos aminoácidos mediante mutagénesis dirigida, basados en la hipótesis que algunos cambios específicos causarán el efecto funcional buscado. Existen ocasiones que dichos cambios se dan combinado dominios o motivos estructurales de distintas proteínas, generando una proteína híbrida o quimera. Es un método sencillo y barato.
En la evolución dirigida se introducen mutaciones aleatorias en la proteína bajo estudio y se seleccionan sólo aquellas variantes que presentan las propiedades deseadas. Generalmente se emplean dos técnicas de biología molecular para realizar la mutagénesis aleatoria de genes aislados. Una es la conocida como “error-prone PCR”consistente en la amplificación mediante PCR (reacción en cadena de la polimerasa) del gen que codifica la proteína de interés en condiciones que inducen a la DNA-polimerasa a cometer errores. El otro procedimiento es el “DNA-shuffling”, que consiste en la fragmentación de la secuencia que se desea mutagenizar mediante digestión conDNAsa, seguida de un reensamblaje de la misma mediante PCR. Varias rondas de mutación y selección dan lugar a una colección de proteínas modificadas que presentan las características deseadas, sin embargo algunos ensayos funcionales pueden ser considerablemente complejos, y hallar la proteína mutante que contiene la modificación deseada puede implicar un número muy elevado de ensayos. Para solventar estas dificultades cobra un creciente auge el empleo de procesos robotizados o “high throughput screening”. Estas técnicas están inspiradas en la evolución natural y la reproducción sexual respectivamente.
La fase final o bioquímica del ciclo de diseño tiene el objetivo inmediato de purificación la proteína, como etapa previa para la resolución de su estructura tridimensional, ya que la determinación de la estructura de una proteína es la mejor herramienta disponible para explicar como ejerce su función. La estrecha vinculación existente entre la estructura de una proteína y su función hace imprescindible el disponer de una sólida información estructural para acometer con cierta garantía de éxito cualquier planteamiento de ingeniería de proteínas.
Es frecuente que los investigadores apliquen ambas técnicas en el diseño de una proteína dada, primero se aplica el diseño racional y posteriormente se somete al producto a evolución dirigida, siguiendo el ciclo de diseño.
Polaina, Julio (2004). «ESTRUCTURA, FUNCIÓN E INGENIERÍA MOLECULAR DE ENZIMAS IMPLICADAS EN LA DIGESTIÓN DE CARBOHIDRATOS». Mensaje Bioquímico (pdf) (Ciudad Universitaria. México, DF.) XXVIII (1): 69-76. ISSN 0188-137X. doi:10.1590/S1415-47572005000100022. 
- Datos: Q169525
- Multimedia: Protein engineering / Q169525